# Filmes de 1937 da Monogram Pictures

## Filmes do ano
| Título                    | Estrelado por  | Dirigido por       | Gênero   |
| ------------------------- | -------------- | ------------------ | -------- |
| A Bride for Henry         | Anne Nagel     | William Nigh       | Drama    |
| Atlantic Flight           | Dick Merrill   | William Nigh       | Ação     |
| Blazing Barriers          | Frank Coghlan  | Audrey Scotto      | Aventura |
| County Fair               | John Arledge   | Howard Bretherton  | Drama    |
| Danger Valley             | Jack Randall   | Robert N. Bradbury | Faroeste |
| Federal Bullets           | Milburn Stone  | Karl Brown         | Suspense |
| God’s Country and the Man | Tom Keene      | Robert N. Bradbury | Faroeste |
| Hoosier Schoolboy         | Mickey Rooney  | William Nigh       | Drama    |
| Paradise Isle             | Movita         | Arthur Greville    | Drama    |
| Riders of the Dawn        | Jack Randall   | Robert N. Bradbury | Faroeste |
| Romance of the Rockies    | Tom Keene      | Robert N. Bradbury | Faroeste |
| Shadows of the Orient     | Esther Ralston | Burt Lynwood       | Ação     |
| Stars Over Arizona        | Jack Randall   | Robert N. Bradbury | Faroeste |
| Telephone Operator        | Judith Allen   | Scott Pembroke     | Drama    |
| The Legion of Missing Men | Ralph Forbes   | Hamilton MacFadden | Ação     |
| The Luck of Roaring Camp  | Owen Davis     | Irving Willat      | Aventura |
| The Outer Gate            | Ralph Morgan   | Ray Cannon         | Drama    |
| The Thirteenth Man        | Weldon Heyburn | William Nigh       | Suspense |
| Where Trails Divide       | Tom Keene      | Robert N. Bradbury | Faroeste |

## Galeria

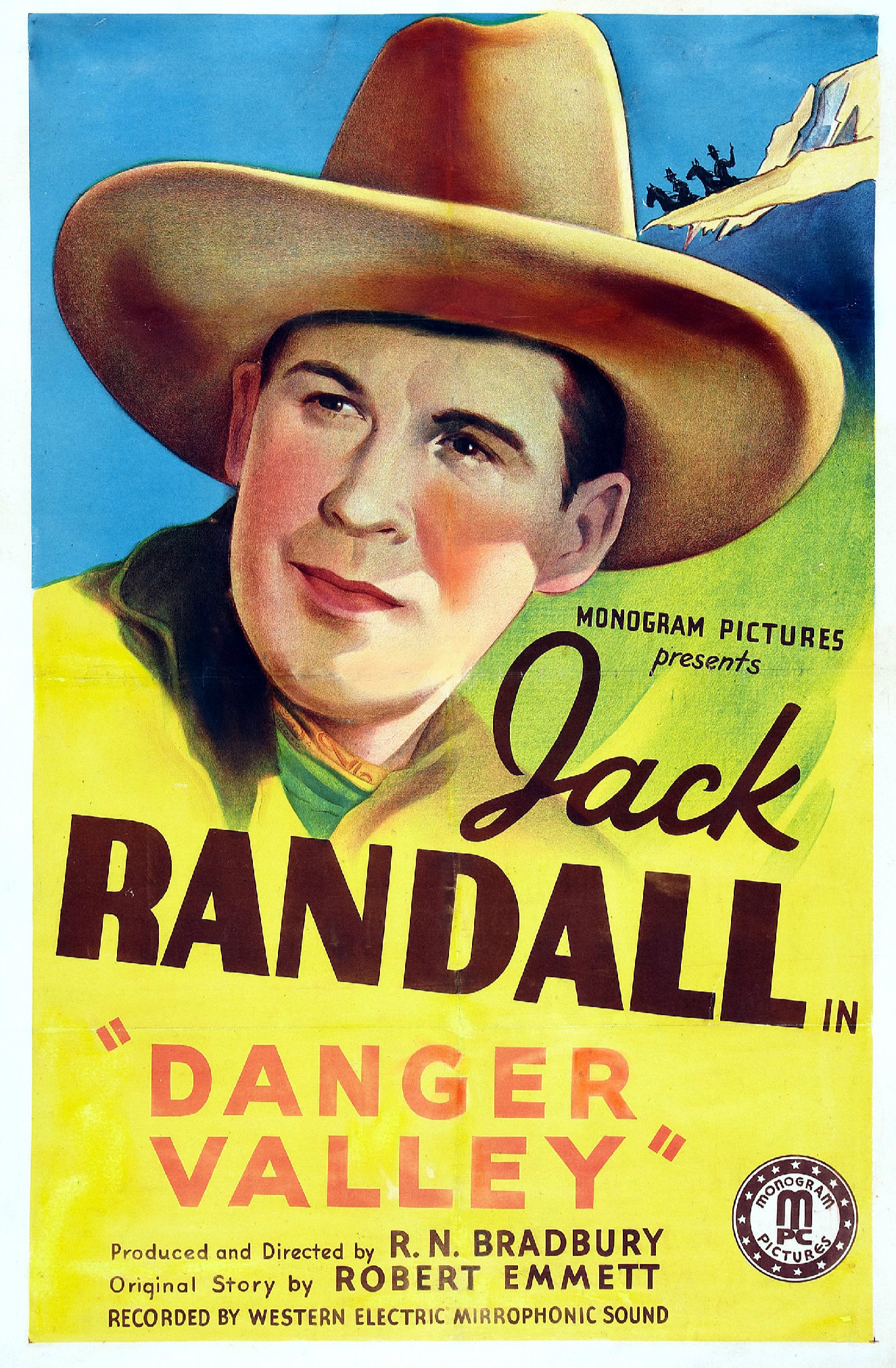
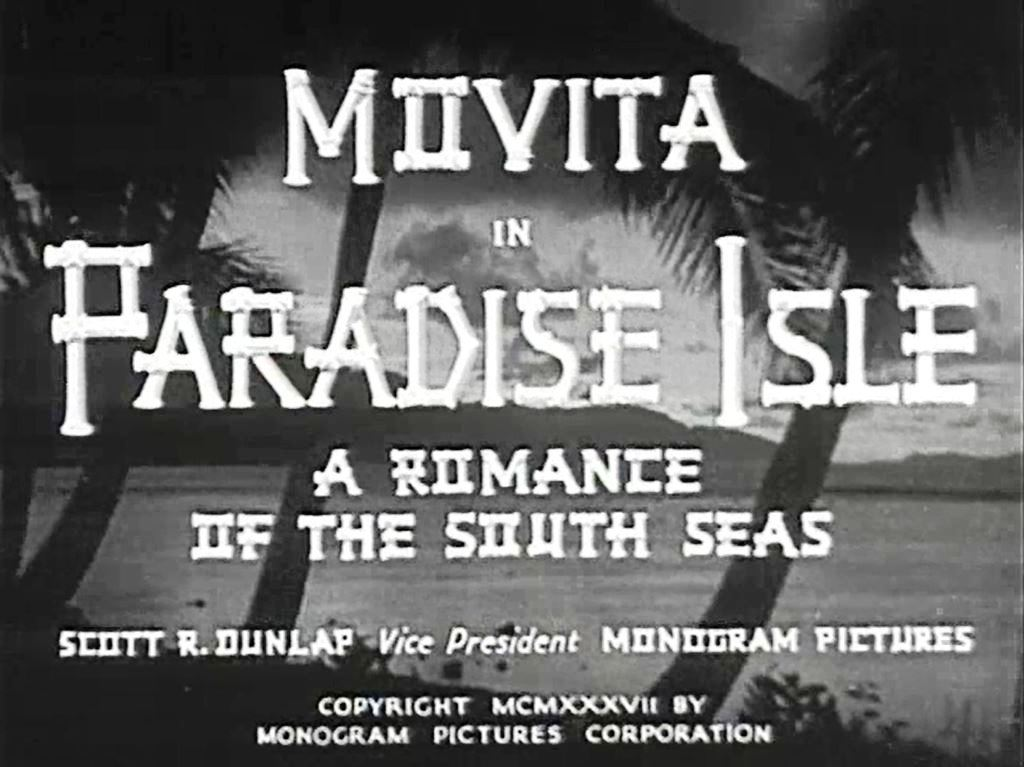
Abertura de Paradise Isle, um drama ambientado na Polinésia
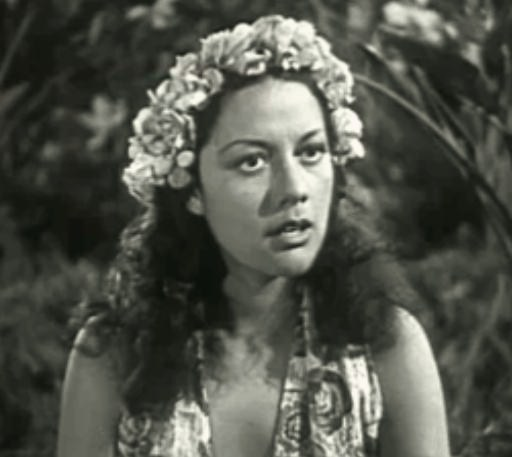
Movita em cena de Paradise Isle
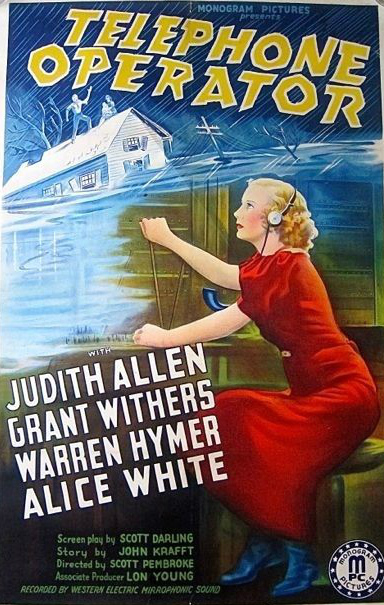